# Wojciech Filarski

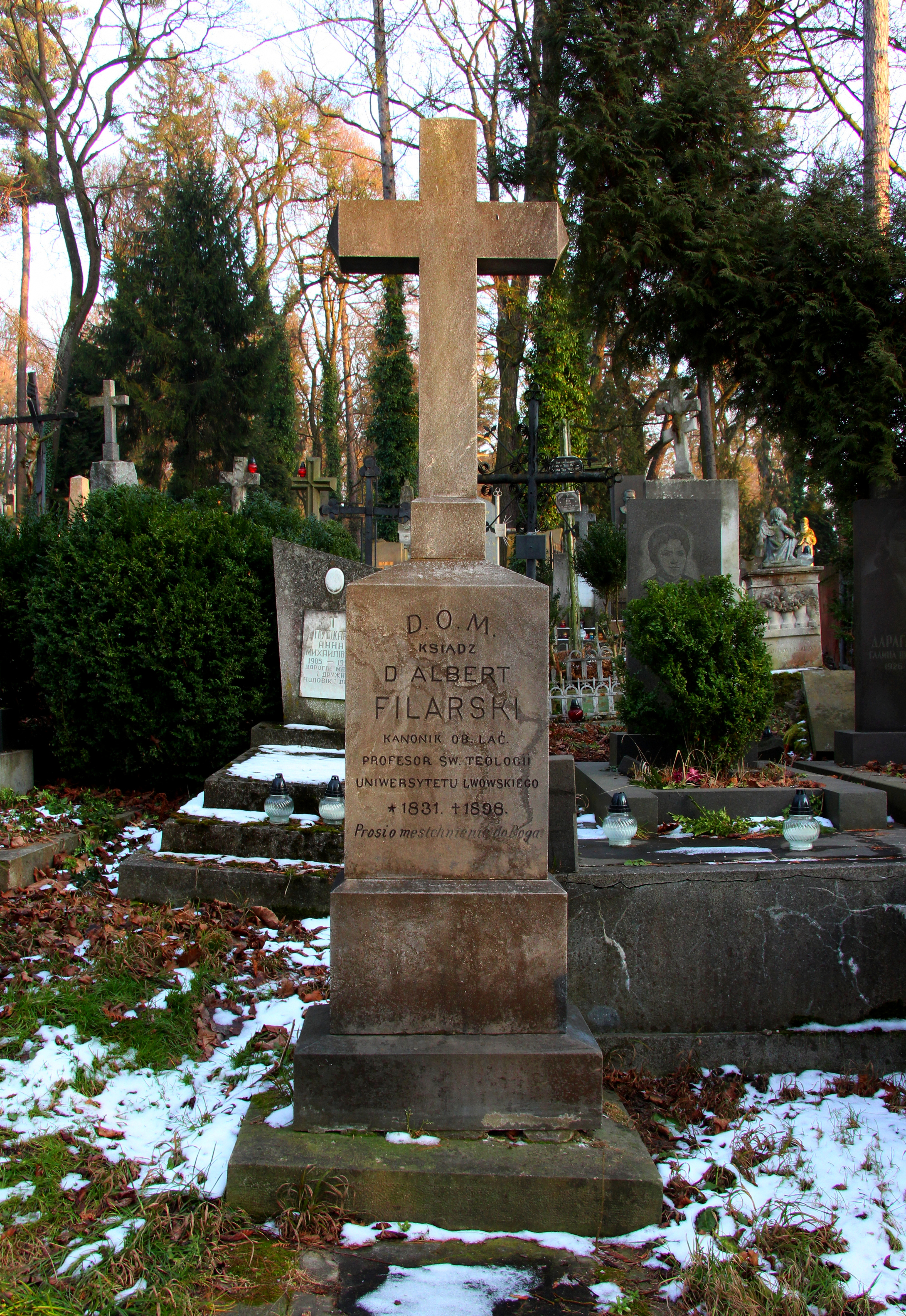

Wojciech Filarski, także Albert Filarski (ur. 1831 w Przemyślanach, zm. 26 lipca 1898 we Lwowie) – polski duchowny katolicki, teolog, profesor i rektor Uniwersytetu Lwowskiego, poseł -wirylista III kadencji Sejmu Krajowego Galicji.
Studiował filozofię i teologię na Uniwersytecie Lwowskim, gdzie uzyskał doktorat. Był również słuchaczem wiedeńskiego St. Augustinum. Po powrocie do Lwowa pełnił funkcję wicerektora seminarium duchownego. W 1865 został mianowany zastępcą profesora teologii moralnej i pedagogiki na Wydziale Teologicznym Uniwersytetu Lwowskiego, od 1869 był profesorem zwyczajnym. Między 1870 a 1891 kilkakrotnie pełnił funkcję dziekana Wydziału Teologicznego, a w roku akademickim 1873/1874 był rektorem Uniwersytetu. Otrzymał godność kanonika honorowego kapituły katedralnej lwowskiej oraz od 1883 wykonywał obowiązki egzaminatora prosynodalnego.